# Morpho marquei
Morpho marquei är en fjärilsart som beskrevs av Le Moult 1926. Morpho marquei ingår i släktet Morpho och familjen praktfjärilar. Inga underarter finns listade i Catalogue of Life.